# Heliport Kangaatsiaq

i8
i11
i13
Der Heliport Kangaatsiaq (ICAO-Code: BGKA) ist ein Hubschrauberlandeplatz in Kangaatsiaq im westlichen Grönland. Da er kein Abfertigungsgebäude besitzt, wird der Heliport auch als Helistop bezeichnet.

## Lage und Ausstattung
Der Heliport liegt im nördlichen Teil der Stadt, liegt auf einer Höhe von 17 Fuß und hat eine asphaltierte 30 × 20 m große rechteckige Landefläche.

## Fluggesellschaften und Ziele
Der Heliport wird von Air Greenland bedient, welche saisonale regelmäßige Flüge zu den Heliports Attu, Ikerasaarsuk, Iginniarfik und Niaqornaarsuk sowie zum Flughafen Aasiaat anbietet.